# Сахль ибн Бишр
Абу Усман Сахль ибн Бишр (араб. سهل بن بشر‎; ум. ок. 850) — средневековый астролог и математик. Известен в Европе как Сэхель (исп. Zehel) и Zahel Benbriz.
Его полное имя: Абу Усман Сахль ибн Бишр ибн Хабиб ибн Хани аль-Исраили аль-Яхуди. Работал при дворе наместника Хорасана Тахира аль-Хусейна аль-Авара (ум. 822) и вазиря халифа аль-Мамуна, аль-Хасана ибн Сахля (ум. 850).

## Труды
Написал множество астрологических трактатов:
- Книга об алгебре и аль-мукабале;
- Книга об астрономии и науке арифметики;
- Ключи решений;
- Начало редкостей решений;
- Книга о приговорах звёзд и о науке определения времени;
- Книга об [определении] времени;
- О дождях и ветре[1].

16 его произведений были переведены на латинский язык и получили широкое распространение в Европе. Среди этих работ:
- Книга о приговорах звёзд — переведён на латинский язык Германом Далматским («Introductorium ad astrologiam seu de iudiciis [de principiis iudiciorum] seu de interrogationibus»);
- Трактат о суждениях (о вопросах) — «De iudiciis (De interrogationibus)…» — астрологический трактат;
- Книга в 43 главах «De electionibus» — содержит правила элективной астрологии и их применения;
- Книга по сходной тематике «Liber temporum»;
- «Faticida» («Prognostica de reuolutionibus») — трактат по мунданной астрологии; переведён на латинский язык Германом из Каринтии в 1138 году[2].